# Joya de Nicaragua
Joya de Nicaragua è una marca di sigari prodotti in Nicaragua.

## Storia
L'azienda è stata fondata nel 1968 da alcuni emigrati cubani che avevano abbandonato la loro patria a causa della nazionalizzazione dell'industria dei sigari voluta da Fidel Castro. Si tratta della prima azienda di lavorazione del tabacco nella storia del paese.
Nel 1994 l'azienda è stata comprata da Alejandro Ernesto Martínez Cuenca.

## Prodotti
- Antaño 1970
- Antaño Dark Corojo
- Cabinetta Serie
- Celebración
- Clásico
- Fuerte Serie B

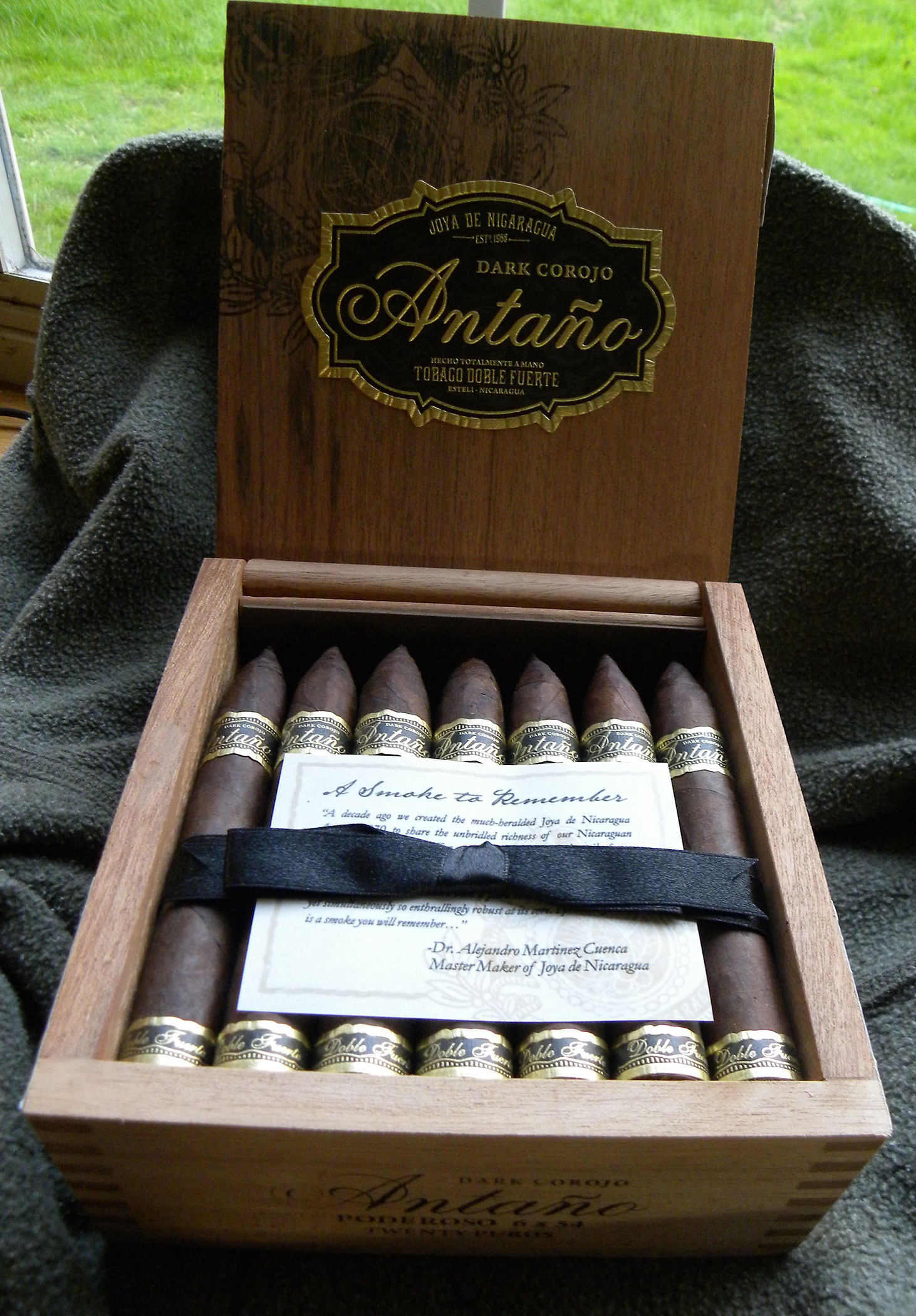
Scatola di Antaño Dark Corojo

- CyB (noto anche con il precedente nome di "Cuenca y Blanco")
- Cuatro Cinco (introdotto ne 2013 per il 45º anniversario)
- Joya Red